# قرن عشال (مودية)

تعديل مصدري - تعديل

قرن عشال هي إحدى قرى عزلة مودية بمديرية مودية التابعة لمحافظة أبين، بلغ تعداد سكانها 317 نسمة حسب تعداد اليمن لعام 2004.